# Infanticidio femminile
L'infanticidio femminile (in arabo ﻭأﺪ ﺍﻟﺒﻨﺎﺕ‎?, waʿd al-banāt) si riferisce ad una pratica ora in declino ma ancora attuata in alcuni paesi (ad esempio in Cina e in India, di oscura origine) e dagli imprecisati contorni religiosi o cultuali, presente ad esempio nella Penisola Araba in epoca preislamica.

## Descrizione
In arabo, la pratica di sopprimere le bambine, non sempre in età infantile, e le modalità di esecuzione prevedevano il seppellimento non consenziente della vittima, cui veniva lasciata fuori dal terreno la sola testa per il breve periodo precedente la morte, verosimilmente abbastanza rapida, non tanto per inedia ma per il clima particolarmente severo della bādiya (caldo diurno e gelo notturno), senza tener contro dell'azione letale degli animali feroci alla continua ricerca di cibo.
Varie sono state le ipotesi sulla genesi di questo istituto, ma certamente esso non può essere riferito alle condizioni economiche, visto che al waʿd al-banāt ricorse anche il Sayyid ahl al-wabar, o capo dei beduini Banū Muqāʿis, Qays b. ʿĀṣim al-Minqarī, che parlò allo stesso Maometto del recente doloroso seppellimento della sua figliola adolescente, che si appellava in modo straziante al genitore che la stava abbandonando dopo averla sotterrata.
La condanna dell'Islam è in proposito netta, ed è sottolineata dall'avverbio "ignominiosamente" (hawnin) con cui detta pratica viene bollata e abolita dal Corano.
Nel 1978, l'antropologa Laila Williamson, in un riassunto dei dati che aveva raccolto su quanto fosse diffuso l'infanticidio, scoprì che quest'ultimo si era verificato in ogni continente ed era stato eseguito da gruppi che andavano dai cacciatori-raccoglitori alle società altamente sviluppate e che questa pratica era diventata comune e non più una eccezione. Barbara Miller sostiene che l'infanticidio femminile è comune nelle regioni in cui le donne non sono impiegate nell'agricoltura e nelle regioni in cui le doti sono la norma. Nel 1871, in The Descent of Man, and Selection in Relation to Sex, Charles Darwin scrisse che la pratica era comune tra le tribù aborigene dell'Australia. L’infanticidio femminile è inoltre strettamente legato alla mancanza di istruzione e agli alti tassi di povertà, il che spiega perché è ampiamente diffuso in luoghi come l’India, il Pakistan e l’Africa occidentale.
Nel 1990, Amartya Sen, scrivendo sul The New York Review of Books, stimava che in Asia ci fossero 100 milioni di donne in meno di quanto ci si aspettasse, e che questo numero di donne "scomparse" "ci racconta, silenziosamente, una terribile storia di disuguaglianza e abbandono che ha portato all'eccessiva mortalità delle donne".

## Occorrenza regionale

### Cina
La Cina ha una storia di infanticidio femminile che dura da 2.000 anni. I missionari cristiani arrivati alla fine del XVI secoloi scoprirono che l'infanticidio femminile era praticato: le neonate venivano gettate nei fiumi o su cumuli di spazzatura. Nel XVII secolo, Matteo Ricci documentò che la pratica era diffusa in diverse province della Cina e che la ragione principale della pratica era la povertà.
Nella Cina del XIX secolo, l'infanticidio femminile era molto diffuso. Le letture dei testi Qing mostrano una prevalenza del termine nì nǚ ("annegare le bambine"), e l'annegamento era il metodo comune utilizzato per uccidere le bambine. Altri metodi utilizzati erano il soffocamento e la fame. Lasciare un bambino esposto alle intemperie era un altro metodo per ucciderlo: veniva messo in una cesta poi posizionata su un albero. I conventi buddisti creavano "torri per bambini" dove le persone potevano abbandonare un bambino; non è tuttavia chiaro se venisse lasciato in quel luogo per l'adozione o se fosse già morto e, in quel caso, lasciato nella torre per essere sepolto. Nel 1845 nella provincia di Jiangxi, un missionario scrisse che questi bambini sopravvivevano fino a due giorni mentre erano esposti alle intemperie, e che coloro che passavano di lì non ci facevano caso. 

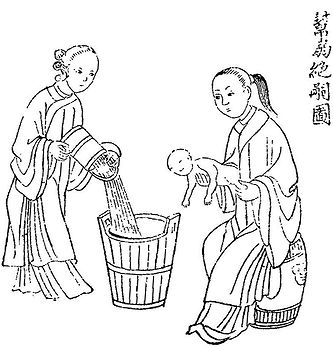
Opuscolo cinese contro l'infanticidio, circa 1800.

La maggior parte delle province cinesi praticava l'infanticidio femminile durante il XIX secolo. Nel 1878, il missionario gesuita francese Gabriel Palatre raccolse documenti da 13 province, e la Pontificia Opera dell'Infanzia Missionaria trovarono anche prove di infanticidio nello Shanxi e nel Sichuan. Secondo le informazioni raccolte da Palatre, la pratica era più ampiamente diffusa nelle province sudorientali e nella regione del Basso fiume Yangzi.
In Cina, la pratica dell'infanticidio femminile non era del tutto tollerata. In particolare, il Buddismo era piuttosto energico nella sua condanna. I Buddisti scrissero che l'uccisione di giovani ragazze avrebbe portato cattivo karma; al contrario, coloro che salvavano la vita di una giovane ragazza intervenendo o tramite doni di denaro o cibo avrebbero guadagnato buon karma, portando a una vita prospera, una lunga vita e successo per i loro figli. Tuttavia, la credenza Buddista nella reincarnazione significava che la morte di un neonato non era definitiva, poiché esso sarebbe rinato; questa credenza alleviava il senso di colpa provato per l'infanticidio femminile.
L'atteggiamento confuciano nei confronti dell'infanticidio femminile era conflittuale. Attribuendo valore all'età rispetto alla giovinezza, la pietà filiale confuciana diminuiva il valore dei bambini. L'enfasi confuciana sulla famiglia portò ad aumentare le doti che a loro volta portarono a una ragazza molto più costosa da crescere rispetto a un ragazzo, facendo sì che le famiglie sentissero di non potersi permettere tante figlie. L'usanza confuciana di tenere il maschio all'interno della famiglia significava che il denaro speso per l'educazione di una figlia insieme alla dote sarebbe andato perso quando si fosse sposata, e come tali le ragazze erano chiamate "merce che perde denaro". Al contrario, la convinzione confuciana di Ren portò gli intellettuali confuciani a sostenere l'idea che l'infanticidio femminile fosse sbagliato e che la pratica avrebbe sconvolto l'equilibrio tra yin e yang.
Un libro bianco pubblicato dal governo cinese nel 1980 affermava che la pratica dell'infanticidio femminile era un "male feudale". La posizione ufficiale dello Stato sulla pratica è che si tratta di un retaggio dei tempi feudali e non è il risultato della politica del figlio unico dello stato. Jing-Bao Nie sostiene tuttavia che sarebbe "inconcepibile" credere che non ci sia alcun collegamento tra le politiche di pianificazione familiare dello stato e l'infanticidio femminile.

### India
Il sistema della dote in India è una delle ragioni per cui si verifica l'infanticidio femminile; nel corso di un periodo di tempo che abbraccia secoli, è diventato parte integrante della cultura indiana. Sebbene lo Stato abbia preso misure per abolire il sistema della dote, la pratica persiste e per le famiglie più povere nelle regioni rurali l'infanticidio femminile e l'aborto selettivo in base al genere sono attribuiti alla paura di non essere in grado di ottenere una dote adeguata e quindi di essere socialmente ostracizzati.
Nel 1789, durante il dominio coloniale britannico in India, gli inglesi scoprirono che l'infanticidio femminile nell'Uttar Pradesh era apertamente riconosciuto. Una lettera di un magistrato che era di stanza nel Nord Ovest dell'India durante questo periodo parlava del fatto che per diverse centinaia di anni nessuna figlia era mai stata cresciuta nelle roccaforti dei Rajah di Mynpoorie. Nel 1845, tuttavia, il sovrano di allora tenne in vita una figlia dopo che un esattore distrettuale di nome Unwin intervenne. Una revisione degli studi ha dimostrato che la maggior parte degli infanticidi femminili in India durante il periodo coloniale si verificava per la maggior parte nel Nord Ovest e che, sebbene non tutti i gruppi praticassero questa pratica, era effettivamente diffusa. Nel 1870, dopo un'indagine delle autorità coloniali, la pratica fu resa illegale, con il Female Infanticide Prevention Act, 1870.
Secondo l'attivista per i diritti delle donne Donna Fernandes, alcune pratiche sono così profondamente radicate nella cultura indiana che è "quasi impossibile eliminarle", e ha affermato che l'India sta subendo una sorta di "genocidio femminile". Le Nazioni Unite hanno dichiarato che l'India è il paese più mortale per le bambine e che nel 2012, quelle di età compresa tra 1 e 5 anni avevano il 75% in più di probabilità di morire rispetto ai maschi. Il gruppo per i diritti dei bambini CRY ha stimato che delle 12 milioni di femmine nate ogni anno in India, 1 milione sarà morta entro il primo anno di vita. Durante il dominio britannico, è stata segnalata la pratica dell'infanticidio femminile nello Stato indiano del Tamil Nadu tra i Kallar e i Toda. Nel giugno 1986 è stato riportato da India Today in un articolo di copertina Born to Die che l'infanticidio femminile era ancora in pratica a Usilampatti nel Tamil Nadu meridionale. La pratica era diffusa soprattutto tra la casta dominante della regione, i Kallars.

### Pakistan
Nonostante questa pratica sia punibile secondo la legge islamica, ci sono stati casi di infanticidio femminile in Pakistan per alcune ragioni, ad esempio, bambine nate fuori dal matrimonio e poi uccise per evitare lo stigma di illegittimità. Il Pakistan è ancora una nazione dominata dagli uomini e rimane una società patriarcale. Inoltre, ai ragazzi della famiglia viene riservato un trattamento preferenziale, ricevendo cibo e cure mediche prima delle ragazze. Avere un figlio fuori dal matrimonio in Pakistan è culturalmente un tabù. Quando le donne danno alla luce i loro bambini, spesso li uccidono per sfuggire alla vergogna o alla persecuzione. Tuttavia, il rapporto tra bambine uccise in questi casi è molto più alto rispetto ai bambini perché i maschi sono molto più apprezzati. L'infanticidio è illegale in Pakistan. Tuttavia, le persone non denunciano questi casi, rendendo impossibile per la polizia indagare. Secondo National Right to Live News, nel 2017 è stato effettivamente segnalato un solo caso, ma 345 bambini sono stati trovati morti nella capitale del Pakistan tra gennaio 2017 e la primavera del 2018.

## Socio-economia
L'eliminazione di un certo numero di femmine pone un problema, poiché ciò riduce il numero di femmine che saranno in grado di avere figli. Il sistema della dote ha un effetto sulle famiglie e sulla soglia di povertà, poiché alcune famiglie si sforzano per pagare una dote mentre guadagnano al di sotto del salario minimo.
Nel 2017 le donne pakistane guadagnavano meno dei loro colleghi maschi, ossia meno di 100 rupie al mese, e spesso non sono tuttora in grado di ricevere un’istruzione che consentirebbe loro di avere orari di lavoro e una retribuzione migliori. Alcune sono anche limitate a lavorare solo in casa, mentre agli uomini è consentito svolgere la maggior parte dei lavori agricoli e di pastorizia.
In molti paesi, l'infanticidio femminile è associato a lotte socio-economiche. Uno studio condotto in India ha trovato tre ragioni socio-economiche associate all'infanticidio femminile. Tale studio ha scoperto che l'utilità economica porta i ragazzi ad essere più considerati delle ragazze a causa del fatto che essi possono lavorare di più e portare più soldi alla famiglia rispetto alle femmine. A causa del fattore di utilità socioculturale dell'infanticidio femminile, per molte culture avere un ragazzo in famiglia è obbligatorio per portare avanti l'eredità della linea familiare. C'è anche un fattore religioso nell'infanticidio femminile. Molti credono che gli uomini siano gli unici che possono provvedere a determinate mansioni e lavori, e i figli maschi sono visti come "obbligatori" (ossia più adatti delle femmine) per accendere la pira funebre dei loro defunti genitori e per aiutarli nella salvezza dell'anima.

## Conseguenze e reazioni
Come risultato di alti tassi di infanticidio femminile nei paesi, la popolazione è spesso sbilanciata verso una maggiore proporzione di maschi. Secondo le Nazioni Unite, questo surplus di uomini nella società coincide con tassi crescenti di abusi sui minori, violenza domestica e tratta/rapimento di spose, rappresentando una grave minaccia per la sicurezza delle donne nelle aree colpite. Ciò aumenta anche la probabilità che le donne diventino vittime di malattie sessualmente trasmissibili dannose, che influenzano ulteriormente negativamente le loro vite e i tassi di popolazione. A causa di queste questioni preoccupanti, c'è anche un preoccupante aumento dei tassi di mortalità materna e un aumento delle condizioni di salute mentale tra le donne in queste località.
Il Centro di Ginevra per il Controllo Democratico delle Forze Armate (DCAF) ha scritto nel suo rapporto del 2005, Donne in un mondo insicuro, che in un momento in cui il numero di vittime in guerra era diminuito, si stava portando avanti un "genocidio segreto" contro le donne. Secondo il DCAF, il deficit demografico delle donne che sono morte per questioni legate al genere è nella stessa fascia dei 191 milioni di morti stimati in tutti i conflitti del ventesimo secolo. Nel 2012, è stato rilasciato il documentario It's a Girl: The Three Deadliest Words in the World e in un'intervista, una donna indiana ha affermato di aver ucciso 8 delle sue figlie.